# Тіреу
Тіреу (рум. Tireu) — село у повіті Муреш в Румунії. Входить до складу комуни Ібенешть.
Село розташоване на відстані 272 км на північ від Бухареста, 41 км на північний схід від Тиргу-Муреша, 106 км на схід від Клуж-Напоки, 132 км на північ від Брашова.

## Населення
За даними перепису населення 2002 року у селі проживали 444 особи, з них 442 особи (99,5%) румунів. Рідною мовою 443 особи (99,8%) назвали румунську.